# III. dinasztia

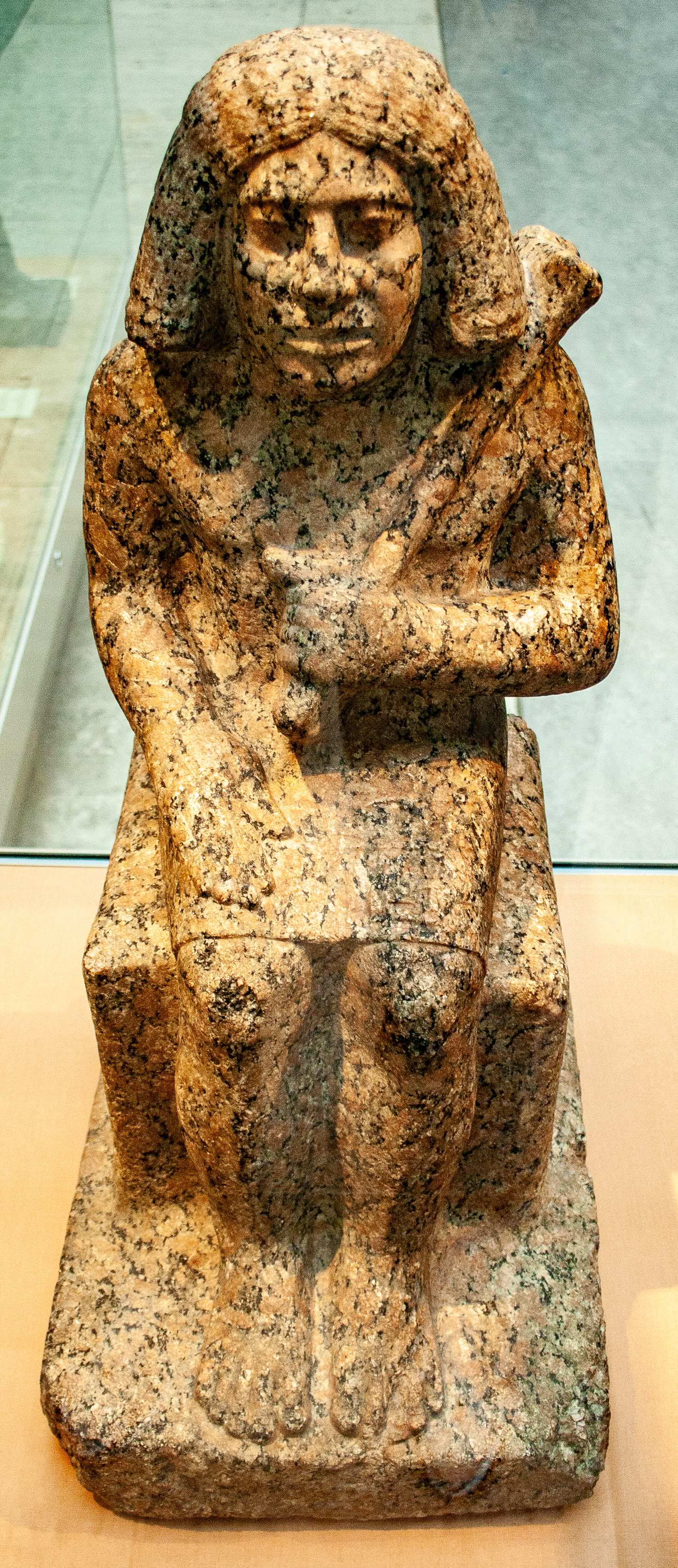
Egy hivatalnok, a hajóépítés felügyelőjének szobra a III. dinasztia idejéből

Az óegyiptomi III. dinasztia az óbirodalom korának kezdete. Ez az uralkodóház alapozta meg az egységes Egyiptom kulturális és gazdasági rendszerét, alakította ki azt a hatalmi struktúrát, amely az önálló Egyiptom teljes fennállása alatt mintaképpé vált. Sajátságos módon a III. dinasztia – amely körülbelül egy évszázadon át vezette a Nílus-völgyét – még kevésbé ismert, mint a megelőző korok. Csak első és utolsó tagja olyan, akikhez tényszerű eseményeket tudunk kötni, egykorú vagy közel egykorú feliratos emlékekkel összevetni. Ez a dinasztia az ókori Egyiptom egyik legfontosabb, és legrejtélyesebb időszaka, a lépcsős piramisok korszaka.

## Datálása és történeti időbeli határai
A III. dinasztia személyi határai egy – már az ókori Egyiptomban kialakult – konvenció eredményeképp jöttek létre. Lényegében Manethón munkája nyomán szakaszol az újkori egyiptológia, az ő dinasztiabeosztását átvéve. A Manethónnál megjelenő korszakolás figyelemre méltó egyezést mutat az I. Széthi korában keletkezett abüdoszi királylista tartalmával, ahol Meni, I. Montuhotep és I. Jahmesz kiemelt módon szerepelnek. A dinasztiákba sorolás is Manethónt követi. A mai kronológia e ponton annyiban tér el az ókori hármas szakaszolástól, hogy az óbirodalom korát a III. dinasztiától kezdi, nem az elsőtől. Ennek oka Dzsószer személye.
A III. dinasztia korát csak lebegő kronológiába lehet foglalni, mivel az Óbirodalmat követő összeomlás miatt a leletanyagban, a feliratos emlékekben és a később összeállított királylistákban lényeges hézagok vannak. A lebegő kronológia hibahatára nagyjából egy évszázad (± 50 év). A dinasztia kezdetét – Dzsószer Netjerierhet trónra lépését – az elfogadott kronológiák többnyire i. e. 2715 és i. e. 2686 közé teszik. Manethón kilenc uralkodónevet sorol fel munkájában, akik ehhez a dinasztiához tartoznának, az egyiptológia azonban csak hét királynevet ismer a korszakból, és e hét névből is öt homályos személyazonosságú. A Szanaht uralkodásával kapcsolatos álláspontok nagyban befolyásolják a dinasztia kezdetének elgondolásait.
A dinasztia végét Huni Niszuteh Hóru-Hehadzset halála jelzi, ennek időpontjában már nagyobb konszenzus alakult ki, mint a kezdetre vonatkozóan: általában az i. e. 27. század harmadik-negyedik negyede (i. e. 2625) körüli időpont elfogadott. Huni azonban – Sznofru apja lévén – a IV. dinasztiába is sorolható.
Az alábbi táblázatban a különböző szerzők és források által felsorolt, általában kilenc uralkodót jelölik. Az azonos sorban feltüntetettek nem feltétlenül azonos személyek, hiszen a sorrend mindenhol bizonytalan. Jeromosnál csak a hatodik névtől ismert a lista.
| Hór-név     | párhuzamos nevek      | nomen           | Nebti-név                   | ur. idő | Abüdosz     | Szakkara     | Torino           | Africanus        | Euszebiosz | Szünkellosz     |
| ----------- | --------------------- | --------------- | --------------------------- | ------- | ----------- | ------------ | ---------------- | ---------------- | ---------- | --------------- |
| Haba        | Nebka, Hornub         | Nebka           | ?                           | 19 év   | Nebka       | ∅            | Nebka 19 év      | Νεχερώφης 28 év  | Νεχρωχρις  | ∅               |
| Sza?        | Szadzsószer           | Urszahenum      | Dzsószernub                 | 19 év   | Dzsószersza | Dzsószer     | Dzsószerit 19 év | Τόσορθρος 28 év  | Σεσωρθρος  | ∅               |
| Ba?         | Teti                  | ?               | ?                           | 7 év    | Teti        | Dzsószerteti | Dzsószerti 6 hó  | Τύρεις 7 év      | ∅          | ∅               |
| Szanaht     | U[...]                | ?               | ?                           | 17 év   | Szedzsesz   | Nebkaré      | Hudzsefa 6 év    | Μεσώχρις 17 év   | ∅          | ∅               |
| Netherihet  | ∅                     | Netjerihetranub | Netjerihetranub Biti Szenui | 30 év   | Noferkaré   | ∅            | ∅                | Σωύφις 16 év     | ∅          | ∅               |
| Szehemhet   | Dzsertianh            | ?               | Dzserianh                   | 16 év   | ∅           | ∅            | ∅                | Τοσέρτασις 19 év | ∅          | Μομχειρὶ 79 év  |
| Tjehnuheb?  | Netjerineb            | Nebtaui Nebkaré | ?                           | 3,5 év  | ∅           | ∅            | ∅                | Άχης 42 év       | ∅          | Στοῖχος 6 év    |
| Nebhedzset? | Nebnubhedzset Noferka | Noferka         | ?                           | 2,5 év  | ∅           | ∅            | ∅                | Σήφουρις 30 év   | ∅          | Γοσορμίης 30 év |
| Kahedzset?  | Huni                  | Huni            | ?                           | 24 év   | ∅           | Huni         | Huni 24 év       | Κερφέρης 26 év   | ∅          | Μάρης 26 év     |
| ∅           | ∅                     | ∅               | ∅                           | ∅       | ∅           | ∅            | ∅                | ∅                | ∅          | Άνωϋφίς 20 év   |

## Általános jellemzői
Az Óbirodalomban új folyamatok indultak meg mind a királyság intézményrendszerének szerveződésében és működésében, mind a vallásban. A III. dinasztia még sajátosan átmeneti jellegű képződmény. Már egy egységes állam despotikus istenkirálysága, melyben a legnagyobb hangsúlyt a mitológiák szinkretizálása kapta – nyilvánvalóan az egység ideológiai alapjának megteremtése céljából -, ekkorra datálhatók a korai helyi kultuszok henoteisztikus átalakulásai. Ugyanakkor még a központi államigazgatás, de egyáltalán a hivatalnokrendszer átszervezéséről nincs adat, ami jelentős szerepet kapott a IV-V. dinasztia folyamán. Igaz, arra sincs adat, hogy ugyanolyan módon kormányoztak volna, mint az I-II. dinasztia korában, ez lényegében kizárható, mert az uralkodó státuszának megváltozását konkrét adatok bizonyítják, a királyi titulatúrától kezdve a királytemetkezésig. A III. dinasztia a belügyek intézésének módjában eltér a IV-VI. dinasztiától, eme keverékjelleg miatt afféle „nulladik átmeneti időszak”-ként értelmezhető.
A III. dinasztia, vagyis az Óbirodalom első ismert uralkodója Netjerierhet, akit a későbbi egyiptomi irodalom Dzsószer néven emleget. Dzsószer az uralkodói hatalom minőségi változását a neve mellé felvett Arany Nap (Nub Ré) címmel jelezte, mely nem más, mint a királyistenítés vallási megjelenítése, s nem is igazi titulus, mint a későbbiek, inkább állandó jelző. Kétségtelen azonban, hogy ezen jelző képezi a későbbi királyi titulatúrák alapját.
Valószínűleg e címválasztás lett az oka, hogy az archaikus szereh-keretet felváltotta az a névgyűrű, melyet ma francia szóval cartouche-nak (kártus) ismerünk, eredeti nevén a szenu-keret. E névgyűrű alakja éppen a napszimbolikával kapcsolatos, hiszen a szenu eredeti alakjában egyszerű kör volt. A kártus később oválissá vált, még később két félkörrel lezárt téglalappá. E változásoknak azonban sokkal inkább a királynevek hosszabbodása volt oka, mint szimbólumváltás: a körben, vagy egyszerű oválisban rendkívül nehezen lehetett volna elhelyezni a későbbi királyneveket, főképp úgy, hogy az írásképre sokat adó egyiptomiak szemében is tetszetős maradjon. Dzsószer Arany Nap címe, valamint az a tény, hogy Junu városban (Héliopolisz) szentélyt építtetett a Napnak, a Ré-kultusz terjesztését mutatja. Talán nem tekinthető véletlennek, hogy később Uszerkaf, Ré főpapja és uralkodó őt választotta példaképének.
A III. dinasztia kezdetének nagy nekilendülését a későbbi uralkodók korai halála és vélhetően számos egyéb, de egyelőre számunkra ismeretlen ok fékezte. Gazdasági vagy politikai hanyatlásnak nincs jele, a IV. dinasztián nem látszik, hogy éppen egy válságból lábalt volna ki az állam, mégis szinte minden ismert műemlék befejezetlen, egészen Huni uralkodásáig, akinek sírhelyét fia, Sznofru fejezte be.

## Közigazgatás
Az Óbirodalom első három dinasztiája (III-V.) minden bizonnyal közeli rokonságban állt, sőt könnyen lehet, hogy egyetlen család közvetlen felmenői trónoltak sorjában.
Dzsószer államának szervezetéről, a közigazgatásról konkrétan nem sokat tudunk, de úgy tűnik, az állam tevékenységét közvetlenül ő irányította, vagyis egymaga koordinálta a hat nagy udvar, a szepat-kormányzók (nomarkhészek), az állami raktárak és műhelyek életét. Nem kimutatható ugyanis, hogy a IV. dinasztia előtt létezett volna a tjati tisztség (vezír), aki afféle miniszterelnökként átvette a királytól mindeme feladatokat. A szepatok felügyelői ebben a korban még szétszórt területek felett őrködtek – ellentétben a későbbi szepat-rendszerrel –, ami megnehezítette az önállóskodást.
A III. dinasztia állama kétségkívül az egyszemélyi kormányzás rendszere volt, amely csak a IV. dinasztia kezdetén – Sznofru majd Hufu alatt – kezdett fellazulni a királyi családtagok címhalmozásával és állami feladatköreivel.

## Gazdaság
A gazdaság a II. dinasztia végére gyökeresen átalakult. Az Óbirodalom korára minden termőföld a király személyes tulajdona, néhány önálló faluközösséget kivéve, mely változások talán az országegyesítés folyományai. A földtulajdon királyi kézbe kerülésének módja ismeretlen. A folyamat nemcsak részleteiben, de egészében is homályos. Nem tudni, milyen jogon sajátította ki az uralkodó a területeket – erőszak jogán (ius quiritum), az istenkirály jogán, parancsszóval vagy „önkéntes” felajánlásképp -, mindenesetre az Óbirodalomra a földmagántulajdon szinte ismeretlen fogalommá vált. Az egyik lehetséges magyarázat, hogy a parasztságot gyakorta telepítették át a közvetlen királyi felügyelet alatt álló újonnan alapított városokba és falvakba. Így az eredeti földközösségek szükségszerűen megszűntek, újak pedig nem alakulhattak. Az uralkodó a megszerzett területeket már csak használatba adta, tulajdonba sosem. Kiváltságos földek nem léteztek, minden földhasználónak azonos kötelezettségei voltak. Az államapparátus bár szerény, de elegendő és kielégítő volt, nem túlságosan nagy igényekkel.
A despotikus királyi hatalom alapja az Óbirodalomban a hatalmas, mondhatni országnyi földbirtok. Ezzel az összes élelmiszerkészlet is a király személyes rendelkezésére állt, csakúgy mint minden más korabeli tulajdonforma is. Alapvető elv, hogy minden termés a királyt illeti, melyet aztán ő a szükségletek alapján oszt el. E társadalmi forma, mely igen hasonlít az úgynevezett főnökségi rendszerekhez még a III. dinasztia idején is fennállt, sőt fennmaradt egészen a IV. dinasztia végéig. Dzsószer csakis erre alapozva alakíthatta ki a saját hatalmi bázisát. Ez a forma minden bizonnyal még a harmadik dinasztiában változásnak indult, még akkor is, ha erről csak a következő korszakból, a IV. dinasztia korából van adat. A IV. dinasztia idejében ez a – korábban hatékony és rendkívül emberséges – rendszer már a fejlődés gátjává vált, és apránként megszűnt.
A Nílus völgye az első zuhatagtól egészen a legészakibb Deltavidékig egyetlen uralkodó alatt egyesült. A király egészen a IV. dinasztia végéig szabadon rendelkezett tíz szepat-kormányzója bármelyikével. Az előkelők legnagyobb része közvetlen rokonságban állt a királlyal. A királyi házat formálisan megkülönböztették az államtól, de ennek csak elvi jelentősége volt.
A klasszikus kor folyamán Egyiptom lakossága stabilan tartotta a körülbelül nyolcmillió fős lélekszámot, azaz épp annyi volt, mint az arab-Egyiptom lakossága az első világháború vége felé. Az ország gazdasága azonban mintegy 16 millió embert is eltarthatott volna, vagyis nyolcmillió ember eltartására elegendő élelem-felesleg képződött minden esztendőben – ma már nem könnyű elképzelni az uralkodó hatalmát, akinek mindez a személyes tulajdona volt.

## Új főváros,Ineb Hedzs
A változást az is jelzi, hogy a III. dinasztia székhelye az akkor már legalább 200 éves Ineb Hedzs lett, Thini városától, a II. dinasztia székhelyétől messze északra, Alsó-Egyiptomban. Ennek konkrét oka lényegében ismeretlen. Tény azonban, hogy az Óbirodalom kezdetével a kereskedelem hanyatlásnak indult, és a IV. dinasztia végéig csak vegetált. Míg a kereskedők korábban Jam országától (4. zuhatagtól délre) egészen Gubla (Büblosz) városáig jártak, az Óbirodalom korából alig található meg még a belkereskedelem nyoma is. Ugyanakkor Gubla városában sok óbirodalmi királynév olvasható, ami valamilyen kapcsolatot bizonyít. A súlypont jelentősen eltolódott, már csak azért is, mert a magántulajdon korlátozott, majd teljesen hiányzó volta nem igazán kedvezett a kereskedésnek. A kereskedelem tulajdonképpen az uralkodó személyes monopóliumává vált. Minden ilyen jellegű távolsági ügylet nem más, mint a király személyes cserekereskedelme. A hétköznapi emberek személyes szükségleteik egy részét a helyi piacon szerezték be, a gazdálkodás visszaesett egy bizonyos naturális szintre.
Egyiptomban nem voltak fémbányák – ha lettek volna, akkor is a király tulajdonában -, a külföldről beszerzett fémek a lakosság számára elérhetetlenné váltak. Igaz ez a rézre is, így a kőrézkori (chalcolithikum) és rézkori Egyiptomban tulajdonképpen nem használtak rezet. Egyiptomban már a III. évezred elején megjelentek a pénzgazdálkodás, a pénzforgalom egyes elemei, melyek azonban a krónikus fémhiány miatt nem fejlődtek tovább. A cserekereskedelem már ekkor úgy bonyolódott, hogy az elcserélendő árut felértékelték, mennyi rezet vagy ezüstöt ér, majd ugyanekkora réz- vagy ezüstértékű árura cserélték. Csak azért nem jelent meg pénzként funkcionáló értékmérő, mert az uralkodó háztartásán kívül igen nehéz volt fémekhez jutni. Abban a pillanatban, amikor a távolsági kereskedelem felszabadult a királyi monopólium alól, Egyiptomban a pénzt (illetve az ezt helyettesítő egységnyi súlyú fémtárgyakat) is elkezdték használni, jóval a föníciai példa előtt. Az arany ez időben kisebb jelentőségű volt, talán mert igen ritka volta miatt az értékmérésre alkalmatlan. Aranyhoz még az államapparátus sem jutott hozzá, így mivel hasznosítási értéke nem volt, nem lehetett értékmérő sem. Az uralkodók sokkal inkább a vagyon egyéb formáit keresték. Ugyanakkor az arany vallási jelentőséget kapott, a Nap jelképévé vált (Arany Nap később Arany Hór vagy Arany Hórok). Ez a kereskedelmi monopólium az Első Átmeneti Időszakban rettenetes hátrányokat okozott a közellátásban, amikor a naturális gazdálkodás a központi hatalom széthullása után képtelen a termelés színvonalát fenntartani, s a világ leggazdagabb talaján az éhínség ütötte fel a fejét.
Ez Dzsószer alatt azonban még messze volt, de székhelye Ineb-Hedzs városba költözésének oka minden bizonnyal a kereskedelmi útvonalak ellenőrzésének erősítése volt, ugyanakkor az északi országrész pacifikálása is megkívánhatta a folyamatos jelenlétet. Mindenesetre ezzel is hagyományt teremtett, Ineb-Hedzs az egész Óbirodalom fővárosa lett, az elkövetkező 3000 esztendőben pedig még többször avanzsált újra fővárossá, egyébként pedig Mennofer (Memphisz) néven Egyiptom egyik legszentebb városává vált.

## Haderő
Egyiptomban viszont a XVIII. dinasztia koráig nem volt állandó hadsereg (újbirodalom), az uralkodó a III. dinasztiáig csak afféle primus inter pares volt – egy reprezentatív, talán szakrális személy, de tényleges hatalom nélkül. Törvényhozási jogköréről pedig a leghalványabb nyom sincs. Egyiptomban még a dinasztikus korokban is főnökségi rendszer volt, mely csak az óbirodalom második felében kezdett oldódni, talán annak is inkább a végén. Ugyanakkor Dzsószer idejében kialakult az egyszemélyi, despotikus hatalom – amelynek szakrális jellege volt –, miközben fennmaradt az állam redisztributív jellege. A főnökségi rendszerek más ismert példáihoz hasonlóan az óbirodalom a világ egyik legbékésebb periódusa. Ismereteink szerint igen kevés nagyobb léptékű konfliktus zavarta meg a békét, s bár kifelé mutatott némi katonai aktivitást néhány uralkodó, egy hadjárat sem volt nagyobb jelentőségű, illetve hódító jellegű, csak zsákmányoló.
Jellemző, hogy az Óbirodalomban családonként csak két fiú volt hadköteles, de ezeket sem mindig hívták be. A katonák csak ellátást kaptak, éppúgy, mint a közmunkában résztvevők. Fegyverzetük a legminimálisabb, döfőlándzsa és buzogány, esetenként életlen (mivel a rezet nem érdemes élezni) döfőkard, afféle nagyméretű tőr. A hadsereg-parancsnokság az úgynevezett Fegyverház volt, melynek élén állandó parancsnok állt, de a nemesség csak alkalmilag, egy-egy hadjárat erejéig állt a sereg élére. A katonaság nem volt megbecsült foglalkozás, ami közvetve Egyiptom katonai potenciálját is mutatja, de az ország földrajzi helyzete lehetővé tette a nyugalmas fejlődést, a középbirodalom végéig külső ellenség legfeljebb a környező sivatagok nomádjai képében jelentkezett, Egyiptom pedig nem hatolt messzebbre délen a Nílus 4. zuhatagánál, északon a Szinájnál. Az ország határai a lehető legszilárdabbak voltak: a szuezi földszoros és a Nílus első zuhataga állta útját a nagyobb léptékű népvándorlásoknak. Egyiptom fiatalos erejének lendülete nem tört meg a parttalan háborúskodásokban, hanem azt az egész országra kiterjedő közműhálózat, mindenekelőtt a töltések, csatornák és gátak építésére fordíthatta (a közműépítők ugyanazok a közmunkások voltak, akik háború esetén a katonák lettek volna).